# Rasmus Mygind
Rasmus Mygind, né le 8 mai 1989 à Langå (en), est un coureur cycliste danois.

## Palmarès
- 2013
  - 3e du championnat du Danemark du contre-la-montre par équipes
  - 3e du Randers Bike Week
- 2014
  - 2e du Tour du Loir-et-Cher
- 2015
  - 3e du championnat du Danemark du contre-la-montre par équipes

## Classements mondiaux
| Année           | 2014 | 2015 | 2016   | 2017   |
| --------------- | ---- | ---- | ------ | ------ |
| UCI Europe Tour | 220e |      | 1 443e | 1 696e |